# 全柱秋海棠
全柱秋海棠（学名：Begonia grandis subsp. holostyla）为秋海棠科秋海棠属秋海棠的亚种。分布于中国大陆的云南等地，生长于海拔1,410米至2,100米的地区，常生于杂木林下阴湿处、阴湿的常绿阔叶林下以及林下沟边，目前尚未由人工引种栽培。